# CD-29 471
CD-29 471 є хімічно пекулярною зорею спектрального класу
A й має видиму зоряну величину в смузі V приблизно 12,0.